# Pogonogaster latens
Pogonogaster latens är en bönsyrseart som beskrevs av Morgan Hebard 1919. Pogonogaster latens ingår i släktet Pogonogaster och familjen Thespidae. Inga underarter finns listade i Catalogue of Life.